# Список населённых пунктов Дубоссарского района Республики Молдова

В соответствии с Законом № 764 от 27.12.2001 об административно-территориальном устройстве Республики Молдова, в состав Дубоссарского района входит 15 сёл, в том числе:
- 7 сёл, не входящих в состав коммун;
- 8 сёл, входящих в состав 4 коммун.

| № п/п | Село (коммуна) | Молдавское название в кириллической транскрипции | Молдавское название в латинской транскрипции | Традиционное название на русском языке |
| ----- | -------------- | ------------------------------------------------ | -------------------------------------------- | -------------------------------------- |
| 1     | Кочиеры        | Кочиеры                                          | Cocieri                                      | Кочиеры                                |
| 2     | Кочиеры        | Васильевка                                       | Vasilievca                                   | Васильевка                             |
| 3     | Коржево        | Коржево                                          | Corjova                                      | Коржова                                |
| 4     | Коржево        | Магала                                           | Mahala                                       | Махала                                 |
| 5     | Кошница        | Кошница                                          | Coșnița                                      | Кошница                                |
| 6     | Кошница        | Погребы                                          | Pohrebea                                     | Погребя                                |
| 7     | Дороцкое       | Дороцкое                                         | Doroțcaia                                    | Дороцкая                               |
| 8     | Холеркань      | Холеркань                                        | Holercani                                    | Голерканы                              |
| 9     | Маркауцы       | Маркауцы                                         | Mărcăuți                                     | Маркауцы                               |
| 10    | Моловата       | Моловата                                         | Molovata                                     | Моловата                               |
| 11    | Новая Моловата | Новая Моловата                                   | Molovata Nouă                                | Новая Моловата                         |
| 12    | Новая Моловата | Роги                                             | Roghi                                        | Роги                                   |
| 13    | Оксентия       | Оксентия                                         | Oxentea                                      | Оксентия                               |
| 14    | Пырыта         | Пырыта                                           | Pîrîta                                       | Пырыта                                 |
| 15    | Устия          | Устье                                            | Ustia                                        | Устье                                  |